# Brachinus ovipennis
Brachinus ovipennis är en skalbaggsart som beskrevs av Leconte. Brachinus ovipennis ingår i släktet Brachinus och familjen jordlöpare. Inga underarter finns listade i Catalogue of Life.